# Veliki sjeverni rat
Veliki sjeverni rat (1700. – 1721.), poznat i kao Nordijski rat, bio je oružani sukob u kojem se koalicija predvođena Rusijom uspješno borila protiv Švedskog Carstva i njegove dominacije u Sjevernoj, Srednjoj i Istočnoj Europi. Početni vođe ruske koalicije bili su Petar Veliki (ruski car), Fridrik IV. (kralj Danske-Norveške) i August II. Jaki (veliki knez i kralj Poljsko-Litavske Unije te elektor Saske). Fridrika IV. i Augusta II. porazilo je Švedsko Carstvo pod vladavinom Karla XII. te su bili prisiljeni napustiti savez 1700., odnosno 1706. godine, ali su mu se ponovno pridružili 1709. nakon poraza Karla XII. u Poltavskoj bitci. Đuro I. (kralj Velike Britanije i Irskog Kraljevstva) i Hannover pridružili su se koaliciji (Hannover se pridružio 1714., a Britanija 3 godine kasnije, tj. 1717.), a pruski kralj Fridrik Vilim I. pridružio se 1715. godine.
Rat je započeo kada je savez Danske-Norveške, Saske i Rusije, osjetivši priliku, objavio rat Švedskom Carstvu i pokrenuo trostruki napad na švedske dominione Holstein-Gottorp, Livoniju i Ingriju. Švedska je uspješno odbila danske i ruske napade kod Travendala (u kolovozu 1700.), odnosno Narve (u studenom 1700.), te je u protunapadu potisnula snage Augusta II. u listopadu 1706. godine. U međuvremenu su se snage Petra Velikog oporavile od poraza kod Narve i osvojile položaj u švedskim baltičkim pokrajinama, gdje su učvrstile ruski pristup Baltičkom moru osnivanjem Petrograda (današnjeg Sankt-Petersburga) 1703. godine. Karlo XII. prešao je iz Saske u Rusiju kako bi se suprotstavio Petru, ali kampanja je završila 1709. uništenjem glavne švedske vojske u odlučujućoj Poltavskoj bitci (u današnjoj Ukrajini) i Karlovim progonstvom u osmanskom gradu Benderu (današnja Tighina u Moldaviji). Osmansko Carstvo je porazilo rusko-moldavsku vojsku na rijeci Prut, ali je Prutski mir na kraju ostao bez velikih posljedica za Rusiju.
Nakon Poltavske bitke ponovno je oživjela antišvedska (ruska) koalicija, a zatim su joj se pridružili Hannover i Pruska. Preostale švedske snage u područjima zahvaćenim kugom južno i istočno od Baltičkog mora bile su istjerane, a posljednji grad, Tallinn, pao je u jesen 1710. godine. Članovi koalicije podijelili su većinu švedskih dominiona među sobom, uništivši švedski dominium maris baltici. Švedsku je sa zapada napala Danska-Norveška, a s istoka Rusija, koja je okupirala Finsku do 1714. godine. Švedska je porazila danske osvajače u bitci kod Helsingborga. Karlo XII. otvorio je norveški front, ali je poginuo u opsadi Fredrikstena 1718. godine.
Rat je završio porazom Švedske, učineći Rusiju novom dominantnom silom u baltičkoj regiji i Europi. Velika Britanija i Kraljevina Francuska, bile su zaokupljene u Ratu za španjolsko nasljeđe (1701. – 1714.), koji je izbio zbog nasljeđivanja španjolskog prijestolja i mogućeg spajanja Francuske i Španjolske. Veliki sjeverni rat formalno je završio putem niza ugovora: švedsko-hannoverskog i švedsko-pruskog stockholmskog primirja (1719.), dansko-švedskog frederiksborskog primirja (1720.) i rusko-švedskog nystadskog sporazuma (1721.). Tim ugovorima Švedsko Carstvo izgubilo je svoje baltičke pokrajine i južni dio Pomeranije. Mirovnim sporazumima također je okončan njegov savez s Holstein-Gottorpom. Hannover je dobio Bremen-Verden, Pruska ušće Odre, dok je Rusija sebi osigurala baltičke provincije, a Danska ojačala svoj položaj u Schleswig-Holsteinu. U Švedskoj je apsolutna monarhija završila smrću Karla XII. te je započelo tzv. Doba slobode.

## Uzroci
Uzrok rata bio je borba za prevlast na prostoru šire jugoistočne obale Baltika. Dominantna Švedska je nakon početnih pobjeda nad Poljsko-litavskom državom počela gubiti rat protiv Rusije koja je stvorila opozicijsku koaliciju. 
Doba 18. stoljeća je obilježeno apsolutizmom, merkantilizmom i prosvjetiteljstvom, ali i tzv. kabinetskim ratovima. Taj naziv proizlazi iz činjenice da su se vladari dogovarali o ratu i miru u kabinetima.

## Bitke
Rusija, Danska-Norveška, Poljska-Litva i Saska su ujedinile svoje snage 1700. god. i napale Švedsko carstvo. Iako je švedski kralj Karlo XII. ostvario spektakularne pobjede na početku Velikog sjevernog rata, njegov plan da napadne Moskvu i prisili Rusko Carstvo na primirje pokazao se preambicioznim. Nakon dodatne potpore Zaporoških kozaka i bitke kod Poltave (1709.) Karlo XII. je ipak konačno poražen i spasio se bijegom u Tursku. 
Nakon Karlova poraza kod ukrajinskog grada Poltave (1709.), Danska se s Brandenburgom, Pruskom i Hannoverom, pridružila Rusiji u borbi za baltičke prostore. 
God. 1714. švedski kralj Karlo XII. je ponovno pokušao oružanim putem istisnuti Dance, ali je ustrijeljen za vrijeme opsade utvrde Frederiksten u Norveškoj 1718. god. Do 1721. god. Danska stječe Schleswig, a Rusija postaje nadmoćnom silom u baltičkoj regiji.

## Posljedice
Mirovnim sporazumima kod Nystada i Stockholma 1721., savezničke snage (kojima su se pridružili Prusija, Engleska i Hannover) su okončale švedsku prevlast. Bremen-Verden pripao je Hannoveru, veći dio Pomorja Pruskoj, a Estonija, Livonija, Ingermanland i dio Finske Rusiji. U Švedskoj je započelo razdoblje ograničene monarhije pod vlašću parlamenta.

## Vanjske poveznice
- Vremenski slijed Velikog sjevernog rata
- Bitka kod Poltave: Diplomacija kako zadržati Rusiju 1709.-1714. Autor Bertil Haggman (engl.)
- Bitka kod Poltave Na enciklopediji Ukrajine (engl.)